# Zygmunt Linowski
Zygmunt Linowski herbu Pomian (ur. ok. 1700, zm. w 1757)– kasztelan łęczycki w latach 1754–1757, starosta lipnicki i zgierski.
Poseł województwa krakowskiego na sejm 1744 roku, poseł księstw oświęcimskiego i zatorskiego na sejm 1748 roku.